# أستريد يونغ
أستريد يونغ هي مغنية وكاتبة غنائية كندية، ولدت في 16 أغسطس 1962 في كندا.

## وصلات خارجية
- الموقع الرسمي
- أستريد يونغ على موقع ميوزك برينز (الإنجليزية)
- أستريد يونغ على موقع ديسكوغز (الإنجليزية)